# ブルー 初めての空へ
『ブルー 初めての空へ』（原題：Rio）は、2011年のアメリカの3DCGによる3Dアニメ映画。絶滅危惧種のアオコンゴウインコを主人公としたアドベンチャー・ファンタジー。原題は、物語の舞台であるブラジルのリオ・デ・ジャネイロを意味する。3D作品ではあるが、日本では2D上映のみとなった。アカデミー賞、歌曲賞にノミネートされた。

## 公開
2011年3月22日にブラジルのファヴェーラにて世界初上映された。
アメリカでは2011年4月15日に3826館で公開され、週末興行成績において初登場から2週連続で1位になり、トップ10内には7週間留まった。
日本では当初2011年秋の劇場公開が予定されていたが中止され、第8回 ラテンビート映画祭で2D上映された。同映画祭では『リオ! ブルー 初めての空へ』のタイトルで2011年9月18日（新宿バルト9）、9月23日（T・ジョイ京都）、10月8日（横浜ブルク13）に上映された。2011年12月14日に劇場未公開のままDVDとBlu-ray Discが発売されたが、2013年10月5日になって2D日本語吹き替え版のみだが全国のイオンシネマで劇場公開された。

## ストーリー
アメリカで、本屋を経営している優しい飼い主の下で悠々自適に暮らしていた青いインコ・ブルー。ある日彼は、客として来店した鳥類学者によって絶滅危惧種のインコであることを告げられる。絶滅を防ぐために、飼い主と共に学者の研究所があるブラジルのリオ・デ・ジャネイロに向かうことになる。そこで彼はお嫁さん候補のジュエルと出会うが、彼女はブルーと性格が正反対で強気なインコだったのである。そんな2羽を付け狙う密猟者が出現し…。

## キャスト
| 役名         | 俳優                      | 日本語吹替 | 動物種              |
| ------------ | ------------------------- | ---------- | ------------------- |
| ブルー       | ジェシー・アイゼンバーグ  | 山口勝平   | アオコンゴウインコ  |
| ジュエル     | アン・ハサウェイ          | 恒松あゆみ | アオコンゴウインコ  |
| リンダ       | レスリー・マン            | 石津彩     | ヒト                |
| チュリオ     | ロドリゴ・サントロ        | 真殿光昭   | ヒト                |
| ニコ         | ジェイミー・フォックス    | 山路和弘   | キイロカナリア      |
| ペドロ       | ウィル・アイ・アム        | 泉拓真     | コウカンチョウ      |
| ナイジェル   | ジェマイン・クレメント    | 内田直哉   | キバタン            |
| ラファエル   | ジョージ・ロペス          | 宝亀克寿   | オオハシ            |
| ルイズ       | トレイシー・モーガン      | 伊丸岡篤   | イヌ （ブルドッグ） |
| フェルナンド | ジェイク・T・オースティン | 本城雄太郎 | ヒト                |
| マウロ       | フランシスコ・ラモス      | 中國卓郎   | サル （キヌゲザル） |
| マルセル     | カルロス・ポンス          | 斎藤志郎   | ヒト                |
| ティパ       | ジェフリー・ガルシア      | かぬか光明 | ヒト                |
| バット       | ジェフリー・ガルシア      | 國分和人   | コウモリ            |
| アーマンド   | ダヴィ・ヴィエイラ        | 中國卓郎   | ヒト                |

## ブルー2 トロピカル・アドベンチャー
『ブルー2 トロピカル・アドベンチャー』（原題：Rio 2）は、 2014年のアメリカの3DCGによる3Dアニメ映画。『ブルー 初めての空へ』の続編。アメリカ合衆国では、2014年4月11日に公開された。日本では、2015年3月22日に東京アニメアワードフェスティバルで上映された。また、2015年7月3日に日本劇場未公開だが、Blu-ray Disc&DVDで発売された。

### ストーリー（ブルー2）
前作から数年経ち、ジュエルとつがいになったブルーは彼女と3羽の子供達と共に幸せな日々を送っていた。ある日、アオコンゴウインコの大規模な群れがアマゾンに生息していることを知り、家族や仲間と共にそこに向かったブルーだったが、その頭領エドゥアルドはなんとジュエルの父親だった。慣れないアマゾンの環境に加えて、エドゥアルドやジュエルの幼馴染のロベルトのせいで肩身の狭い思いをするブルー。さらに自身への復讐に燃えるナイジェルとアマゾンの伐採を目論む悪徳林業家の魔の手が迫っていた。

### キャスト（ブルー2）
| 役名         | 俳優                       | 日本語吹替 | 動物               |
| ------------ | -------------------------- | ---------- | ------------------ |
| ブルー       | ジェシー・アイゼンバーグ   | 山口勝平   | アオコンゴウインコ |
| ジュエル     | アン・ハサウェイ           | 恒松あゆみ | アオコンゴウインコ |
| ナイジェル   | ジェマイン・クレメント     | 内田直哉   | キバタン           |
| ギャビー     | クリスティン・チェノウェス | 小川里永子 | ヤドクガエル       |
| ペドロ       | ウィル・アイ・アム         | 泉拓真     | コウカンチョウ     |
| ロベルト     | ブルーノ・マーズ           | 勝杏里     | アオコンゴウインコ |
| エドゥアルド | アンディ・ガルシア         | 土師孝也   | アオコンゴウインコ |
| ミミ         | リタ・モレノ               | 滝沢ロコ   | アオコンゴウインコ |
| ニコ         | ジェイミー・フォックス     | 山路和弘   | キイロカナリア     |
| リンダ       | レスリー・マン             | 石津彩     | ヒト               |
| チュリオ     | ロドリゴ・サントロ         | 真殿光昭   | ヒト               |
| ラファエル   | ジョージ・ロペス           | 宝亀克寿   | オオハシ           |
| ルイズ       | トレイシー・モーガン       | 伊丸岡篤   | イヌ               |
| フェルナンド | ジェイク・T・オースティン  | 本城雄太郎 | ヒト               |